# Banksiops
Banksiops townrowi
Genre
Espèce
Synonymes
- †Banksia townrowi
- †Blinasaurus townrowi

Banksiops est un genre fossile d'amphibiens temnospondyles de la super-famille des Brachyopoidea, attesté en Tasmanie. L'espèce type est Banksiops townrowi et, en 2022, le genre est resté monotypique.

## Présentation
L'espèce type, Banksiops townrowi, a été initialement décrite en 1974 par John William Cosgriff (d) sous le protonyme Blinasaurus townrowi. En 1998, Anne A. Warren (d) et Claudia Alicia Marsicano (d) créent le genre Banksia pour y reclasser l'espèce sous le taxon Banksia townrowi puis, en 2000, se rencontrent que ce genre est déjà occupé pour une espèce d'acariens (pour commémorer l'acarologue Nathan Banks) et pour des plantes à fleurs (en l'honneur de Joseph Banks). Elles créent donc le genre Banksiops et renomment l'espèce sous son taxon actuel, Banksiops townrowi,.
Le nom du genre Banksiops a été choisi en l'honneur du géologue Max Banks.